# Schöneiche bei Berlin
Schöneiche bei Berlin é um município da Alemanha, situado no distrito de Oder-Spree, no estado de Brandemburgo. Tem 16,64 km² de área, e sua população em 2019 foi estimada em 12.789 habitantes.